# FA Premier League Player of the Month
Il premio FA Premier League Player of the Month è un riconoscimento mensile dato al miglior calciatore del mese della Premier League. Il vincitore viene scelto da un team formato da sponsor del campionato ed annunciato insieme al "Manager of the Month" il primo o secondo venerdì del mese successivo. Il premio è stato chiamato "Carling Premiership Player of the Month" (1994–2001), "Barclaycard Premiership Player of the Month" (2001–2004) e attualmente "Barclays Player of the Month".
La Premier League fu istituita nel 1992, quando i club membri della "First Division" si dimisero dalla "Football League", formando una nuova lega commercialmente indipendente che negoziò i propri accordi di trasmissione video e sponsorizzazione. La stagione inaugurale non ebbe sponsor finché non si trovò un accordo quadriennale per 12 milioni di sterline con Carling a partire dalla stagione successiva. Carling introdusse nella stagione 1993-1994 i premi "Manager of the Month" e "Manager of the Season", in aggiunta agli esistenti premi di "Player of the Year" assegnati dalla "Football Writers' Association" e "Professional Footballers' Association". Per la stagione 1994-1995 venne introdotto il premio "FA Premier League Player of the Month", che fu assegnato per la prima volta a Jürgen Klinsmann per le sue prestazioni dell'Agosto 1994.
Sergio Agüero è il giocatore con il più alto numero di premi "FA Premier League Player of the Month". Sette giocatori hanno vinto il premio in mesi consecutivi: Robbie Fowler tra il 1995 ed il 1996, Dennis Bergkamp nel 1997, Cristiano Ronaldo nel 2006, Harry Kane nel 2015, Jamie Vardy nel 2015, Mohamed Salah nel 2018 e Bruno Fernandes nel 2020. Solo Salah ha vinto il premio 3 volte nella stessa stagione, mentre altri 10 giocatori, oltre ai già citati vincitori di 2 consecutivi, hanno vinto due premi nella stessa stagione: Ryan Giggs, Ruud van Nistelrooij, Thierry Henry, Wayne Rooney, Peter Odemwingie, Robin van Persie, Daniel Sturridge, Luis Suárez, Ashley Young e Son Heung-min. Ashley Young che è anche l'unico giocatore ad aver vinto il premio per tre volte in un anno solare. Robbie Keane ha vinto il premio giocando con tre club differenti (Coventry City, Leeds United e Tottenham Hotspur). Altri 12 giocatori hanno vinto il premio giocando con due club differenti: Alan Shearer, Dion Dublin, David Ginola, Dwight Yorke, Tim Flowers, Teddy Sheringham, Danny Murphy, Andrew Johnson, Nicolas Anelka, Dimităr Berbatov, Scott Parker e Robin van Persie. Il premio è stato assegnato a due giocatori contemporaneamente in sei occasioni: Alan Shearer e Chris Sutton nel Novembre 1994 per i Blackburn Rovers, Robbie Fowler e Stan Collymore nel Gennaio 1996 per il Liverpool, Kevin Davies per il Southampton ed Andy Cole per il Manchester United nel Novembre 1997, Dennis Bergkamp ed Edu nel Febbraio 2004 per l'Arsenal, Dimităr Berbatov e Robbie Keane nell'Aprile 2007 per il Tottenham Hotspur e Steven Gerrard e Luis Suárez nel Marzo 2014 per il Liverpool.

Quasi metà dei premi "FA Premier League Player of the Month" sono stati assegnati a giocatori inglesi, mentre i principali vincitori stranieri sono francesi e olandesi. Il Manchester United ha avuto tra le proprie file il più grande numero di giocatori vincitori del premio "FA Premier League Player of the Month".

## Lista dei vincitori

### FA Premier League 1994-1995
| Mese      | Giocatore                 | Squadra        |
| --------- | ------------------------- | -------------- |
| Agosto    | Jürgen Klinsmann          | Tottenham      |
| Settembre | Rob Lee                   | Newcastle Utd  |
| Ottobre   | Paul Ince                 | Manchester Utd |
| Novembre  | Chris Sutton Alan Shearer | Blackburn      |
| Dicembre  | Matthew Le Tissier        | Southampton    |
| Gennaio   | Chris Waddle              | Sheffield Weds |
| Febbraio  | Duncan Ferguson           | Everton        |
| Marzo     | Tony Yeboah               | Leeds Utd      |
| Aprile    | David Seaman              | Arsenal        |

### FA Premier League 1995-1996
| Mese      | Giocatore                    | Squadra        |
| --------- | ---------------------------- | -------------- |
| Agosto    | David Ginola                 | Newcastle Utd  |
| Settembre | Tony Yeboah                  | Leeds Utd      |
| Ottobre   | Trevor Sinclair              | QPR            |
| Novembre  | Rob Lee                      | Newcastle Utd  |
| Dicembre  | Robbie Fowler                | Liverpool      |
| Gennaio   | Stan Collymore Robbie Fowler | Liverpool      |
| Febbraio  | Dwight Yorke                 | Aston Villa    |
| Marzo     | Éric Cantona                 | Manchester Utd |
| Aprile    | Andrej Kančel'skis           | Everton        |

### FA Premier League 1996-1997
| Mese      | Giocatore          | Squadra        |
| --------- | ------------------ | -------------- |
| Agosto    | David Beckham      | Manchester Utd |
| Settembre | Patrik Berger      | Liverpool      |
| Ottobre   | Matthew Le Tissier | Southampton    |
| Novembre  | Ian Wright         | Arsenal        |
| Dicembre  | Gianfranco Zola    | Chelsea        |
| Gennaio   | Tim Flowers        | Blackburn      |
| Febbraio  | Robbie Earle       | Wimbledon FC   |
| Marzo     | Juninho Paulista   | Middlesbrough  |
| Aprile    | Mickey Evans       | Southampton    |

### FA Premier League 1997-1998
| Mese      | Giocatore       | Squadra        |
| --------- | --------------- | -------------- |
| Agosto    | Dennis Bergkamp | Arsenal        |
| Settembre | Dennis Bergkamp | Arsenal        |
| Ottobre   | Paulo Wanchope  | Derby County   |
| Novembre  | Andy Cole       | Manchester Utd |
| Novembre  | Kevin Davies    | Southampton    |
| Dicembre  | Steve McManaman | Liverpool      |
| Gennaio   | Dion Dublin     | Coventry City  |
| Febbraio  | Chris Sutton    | Blackburn      |
| Marzo     | Alex Manninger  | Arsenal        |
| Aprile    | Emmanuel Petit  | Arsenal        |

### FA Premier League 1998-1999
| Mese      | Giocatore      | Squadra        |
| --------- | -------------- | -------------- |
| Agosto    | Michael Owen   | Liverpool      |
| Settembre | Alan Shearer   | Newcastle Utd  |
| Ottobre   | Roy Keane      | Manchester Utd |
| Novembre  | Dion Dublin    | Aston Villa    |
| Dicembre  | David Ginola   | Tottenham      |
| Gennaio   | Dwight Yorke   | Manchester Utd |
| Febbraio  | Nicolas Anelka | Arsenal        |
| Marzo     | Ray Parlour    | Arsenal        |
| Aprile    | Kevin Campbell | Everton        |

### FA Premier League 1999-2000
| Mese      | Giocatore        | Squadra        |
| --------- | ---------------- | -------------- |
| Agosto    | Robbie Keane     | Coventry City  |
| Settembre | Muzzy İzzet      | Leicester City |
| Ottobre   | Kevin Phillips   | Sunderland     |
| Novembre  | Sami Hyypiä      | Liverpool      |
| Dicembre  | Roy Keane        | Manchester Utd |
| Gennaio   | Gareth Southgate | Aston Villa    |
| Febbraio  | Paul Merson      | Aston Villa    |
| Marzo     | Dwight Yorke     | Manchester Utd |
| Aprile    | Thierry Henry    | Arsenal        |

### FA Premier League 2000-2001
| Mese      | Giocatore        | Squadra        |
| --------- | ---------------- | -------------- |
| Agosto    | Alan Smith       | Leeds Utd      |
| Settembre | Tim Flowers      | Leicester City |
| Ottobre   | Teddy Sheringham | Manchester Utd |
| Novembre  | Paul Robinson    | Leeds Utd      |
| Dicembre  | James Beattie    | Southampton    |
| Gennaio   | Robbie Keane     | Leeds Utd      |
| Febbraio  | Stuart Pearce    | West Ham Utd   |
| Marzo     | Steven Gerrard   | Liverpool      |
| Aprile    | Gary McAllister  | Liverpool      |

### FA Premier League 2001-2002
| Mese      | Giocatore            | Squadra        |
| --------- | -------------------- | -------------- |
| Agosto    | Louis Saha           | Fulham         |
| Settembre | Juan Sebastián Verón | Manchester Utd |
| Ottobre   | Rio Ferdinand        | Leeds Utd      |
| Novembre  | Danny Murphy         | Liverpool      |
| Dicembre  | Ruud van Nistelrooy  | Manchester Utd |
| Gennaio   | Marcus Bent          | Ipswich Town   |
| Febbraio  | Ruud van Nistelrooy  | Manchester Utd |
| Marzo     | Dennis Bergkamp      | Arsenal        |
| Aprile    | Fredrik Ljungberg    | Arsenal        |

### FA Premier League 2002-2003
| Mese      | Giocatore           | Squadra        |
| --------- | ------------------- | -------------- |
| Agosto    | Sylvain Wiltord     | Arsenal        |
| Settembre | Thierry Henry       | Arsenal        |
| Ottobre   | Gianfranco Zola     | Chelsea        |
| Novembre  | James Beattie       | Southampton    |
| Dicembre  | Alan Shearer        | Newcastle Utd  |
| Gennaio   | Paul Scholes        | Manchester Utd |
| Febbraio  | Robert Pirès        | Arsenal        |
| Marzo     | Steven Gerrard      | Liverpool      |
| Aprile    | Ruud van Nistelrooy | Manchester Utd |

### FA Premier League 2003-2004
| Mese      | Giocatore           | Squadra         |
| --------- | ------------------- | --------------- |
| Agosto    | Teddy Sheringham    | Portsmouth      |
| Settembre | Frank Lampard       | Chelsea         |
| Ottobre   | Alan Shearer        | Newcastle Utd   |
| Novembre  | Jay-Jay Okocha      | Bolton          |
| Dicembre  | Paul Scholes        | Manchester Utd  |
| Gennaio   | Thierry Henry       | Arsenal         |
| Febbraio  | Edu Dennis Bergkamp | Arsenal         |
| Marzo     | Mikael Forssell     | Birmingham City |
| Aprile    | Thierry Henry       | Arsenal         |

### FA Premier League 2004-2005
| Mese      | Giocatore          | Squadra        |
| --------- | ------------------ | -------------- |
| Agosto    | José Antonio Reyes | Arsenal        |
| Settembre | Ledley King        | Tottenham      |
| Ottobre   | Andy Johnson       | Crystal Palace |
| Novembre  | Arjen Robben       | Chelsea        |
| Dicembre  | Steven Gerrard     | Liverpool      |
| Gennaio   | John Terry         | Chelsea        |
| Febbraio  | Wayne Rooney       | Manchester Utd |
| Marzo     | Joe Cole           | Chelsea        |
| Aprile    | Frank Lampard      | Chelsea        |

### FA Premier League 2005-2006
| Mese      | Giocatore        | Squadra        |
| --------- | ---------------- | -------------- |
| Agosto    | Darren Bent      | Charlton       |
| Settembre | Danny Murphy     | Charlton       |
| Ottobre   | Frank Lampard    | Chelsea        |
| Novembre  | Robin van Persie | Arsenal        |
| Dicembre  | Wayne Rooney     | Manchester Utd |
| Gennaio   | Anton Ferdinand  | West Ham Utd   |
| Febbraio  | Kevin Nolan      | Bolton         |
| Marzo     | Wayne Rooney     | Manchester Utd |
| Aprile    | Steven Gerrard   | Liverpool      |

### FA Premier League 2006-2007
| Mese      | Giocatore                     | Squadra        |
| --------- | ----------------------------- | -------------- |
| Agosto    | Ryan Giggs                    | Manchester Utd |
| Settembre | Andy Johnson                  | Everton        |
| Ottobre   | Paul Scholes                  | Manchester Utd |
| Novembre  | Cristiano Ronaldo             | Manchester Utd |
| Dicembre  | Cristiano Ronaldo             | Manchester Utd |
| Gennaio   | Cesc Fàbregas                 | Arsenal        |
| Febbraio  | Ryan Giggs                    | Manchester Utd |
| Marzo     | Petr Čech                     | Chelsea        |
| Aprile    | Dimităr Berbatov Robbie Keane | Tottenham      |

### Premier League 2007-2008
| Mese      | Giocatore          | Squadra         |
| --------- | ------------------ | --------------- |
| Agosto    | Micah Richards     | Manchester City |
| Settembre | Cesc Fàbregas      | Arsenal         |
| Ottobre   | Wayne Rooney       | Manchester Utd  |
| Novembre  | Gabriel Agbonlahor | Aston Villa     |
| Dicembre  | Roque Santa Cruz   | Blackburn       |
| Gennaio   | Cristiano Ronaldo  | Manchester Utd  |
| Febbraio  | Fernando Torres    | Liverpool       |
| Marzo     | Cristiano Ronaldo  | Manchester Utd  |
| Aprile    | Ashley Young       | Aston Villa     |

### Premier League 2008-2009
| Mese      | Giocatore       | Squadra        |
| --------- | --------------- | -------------- |
| Agosto    | Deco            | Chelsea        |
| Settembre | Ashley Young    | Aston Villa    |
| Ottobre   | Frank Lampard   | Chelsea        |
| Novembre  | Nicolas Anelka  | Chelsea        |
| Dicembre  | Ashley Young    | Aston Villa    |
| Gennaio   | Nemanja Vidić   | Manchester Utd |
| Febbraio  | Phil Jagielka   | Everton        |
| Marzo     | Steven Gerrard  | Liverpool      |
| Aprile    | Andrei Arshavin | Arsenal        |

### Premier League 2009-2010
| Mese      | Giocatore        | Squadra         |
| --------- | ---------------- | --------------- |
| Agosto    | Jermain Defoe    | Tottenham       |
| Settembre | Fernando Torres  | Liverpool       |
| Ottobre   | Robin van Persie | Arsenal         |
| Novembre  | Jimmy Bullard    | Hull City       |
| Dicembre  | Carlos Tévez     | Manchester City |
| Gennaio   | Wayne Rooney     | Manchester Utd  |
| Febbraio  | Mark Schwarzer   | Fulham          |
| Marzo     | Florent Malouda  | Chelsea         |
| Aprile    | Gareth Bale      | Tottenham       |

### Premier League 2010-2011
| Mese      | Giocatore            | Squadra        |
| --------- | -------------------- | -------------- |
| Agosto    | Paul Scholes         | Manchester Utd |
| Settembre | Peter Odemwingie     | West Bromwich  |
| Ottobre   | Rafael van der Vaart | Tottenham      |
| Novembre  | Johan Elmander       | Bolton         |
| Dicembre  | Samir Nasri          | Arsenal        |
| Gennaio   | Dimităr Berbatov     | Manchester Utd |
| Febbraio  | Scott Parker         | West Ham Utd   |
| Marzo     | David Luiz           | Chelsea        |
| Aprile    | Peter Odemwingie     | West Bromwich  |

### Premier League 2011-2012
| Mese      | Giocatore        | Squadra         |
| --------- | ---------------- | --------------- |
| Agosto    | Edin Džeko       | Manchester City |
| Settembre | David Silva      | Manchester City |
| Ottobre   | Robin van Persie | Arsenal         |
| Novembre  | Scott Parker     | Tottenham       |
| Dicembre  | Demba Ba         | Newcastle Utd   |
| Gennaio   | Gareth Bale      | Tottenham       |
| Febbraio  | Peter Odemwingie | West Bromwich   |
| Marzo     | Gylfi Sigurðsson | Swansea City    |
| Aprile    | Nikica Jelavić   | Everton         |

### Premier League 2012-2013
| Mese      | Giocatore         | Squadra        |
| --------- | ----------------- | -------------- |
| Settembre | Steven Fletcher   | Sunderland     |
| Ottobre   | Juan Manuel Mata  | Chelsea        |
| Novembre  | Marouane Fellaini | Everton        |
| Dicembre  | Robin van Persie  | Manchester Utd |
| Gennaio   | Adam le Fondre    | Reading        |
| Febbraio  | Gareth Bale       | Tottenham      |
| Marzo     | Jan Vertonghen    | Tottenham      |
| Aprile    | Robin van Persie  | Manchester Utd |

### Premier League 2013-2014
| Mese      | Giocatore                  | Squadra         |
| --------- | -------------------------- | --------------- |
| Agosto    | Daniel Sturridge           | Liverpool       |
| Settembre | Aaron Ramsey               | Arsenal         |
| Ottobre   | Sergio Agüero              | Manchester City |
| Novembre  | Tim Krul                   | Newcastle Utd   |
| Dicembre  | Luis Suárez                | Liverpool       |
| Gennaio   | Adam Johnson               | Sunderland      |
| Febbraio  | Daniel Sturridge           | Liverpool       |
| Marzo     | Steven Gerrard Luis Suárez | Liverpool       |
| Aprile    | Connor Wickham             | Sunderland      |

### Premier League 2014-2015
| Mese      | Giocatore         | Squadra         |
| --------- | ----------------- | --------------- |
| Agosto    | Diego Costa       | Chelsea         |
| Settembre | Graziano Pellè    | Southampton     |
| Ottobre   | Diafra Sakho      | West Ham Utd    |
| Novembre  | Sergio Agüero     | Manchester City |
| Dicembre  | Charlie Austin    | QPR             |
| Gennaio   | Harry Kane        | Tottenham       |
| Febbraio  | Harry Kane        | Tottenham       |
| Marzo     | Olivier Giroud    | Arsenal         |
| Aprile    | Christian Benteke | Aston Villa     |

### Premier League 2015-2016
| Mese      | Giocatore       | Squadra         |
| --------- | --------------- | --------------- |
| Agosto    | André Ayew      | Swansea City    |
| Settembre | Anthony Martial | Manchester Utd  |
| Ottobre   | Jamie Vardy     | Leicester City  |
| Novembre  | Jamie Vardy     | Leicester City  |
| Dicembre  | Odion Ighalo    | Watford         |
| Gennaio   | Sergio Agüero   | Manchester City |
| Febbraio  | Fraser Forster  | Southampton     |
| Marzo     | Harry Kane      | Tottenham       |
| Aprile    | Sergio Agüero   | Manchester City |

### Premier League 2016-2017
| Mese      | Giocatore          | Squadra         |
| --------- | ------------------ | --------------- |
| Agosto    | Raheem Sterling    | Manchester City |
| Settembre | Son Heung-Min      | Tottenham       |
| Ottobre   | Eden Hazard        | Chelsea         |
| Novembre  | Diego Costa        | Chelsea         |
| Dicembre  | Zlatan Ibrahimović | Manchester Utd  |
| Gennaio   | Dele Alli          | Tottenham       |
| Febbraio  | Harry Kane         | Tottenham       |
| Marzo     | Romelu Lukaku      | Everton         |
| Aprile    | Son Heung-Min      | Tottenham       |

### Premier League 2017-2018
| Mese      | Giocatore     | Squadra         |
| --------- | ------------- | --------------- |
| Agosto    | Sadio Mané    | Liverpool       |
| Settembre | Harry Kane    | Tottenham       |
| Ottobre   | Leroy Sanè    | Manchester City |
| Novembre  | Mohamed Salah | Liverpool       |
| Dicembre  | Harry Kane    | Tottenham       |
| Gennaio   | Sergio Agüero | Manchester City |
| Febbraio  | Mohamed Salah | Liverpool       |
| Marzo     | Mohamed Salah | Liverpool       |
| Aprile    | Wilfried Zaha | Crystal Palace  |

### Premier League 2018-2019
| Mese      | Giocatore                 | Squadra         |
| --------- | ------------------------- | --------------- |
| Agosto    | Lucas Moura               | Tottenham       |
| Settembre | Eden Hazard               | Chelsea         |
| Ottobre   | Pierre-Emerick Aubameyang | Arsenal         |
| Novembre  | Raheem Sterling           | Manchester City |
| Dicembre  | Virgil Van Dijk           | Liverpool       |
| Gennaio   | Marcus Rashford           | Manchester Utd  |
| Febbraio  | Sergio Aguero             | Manchester City |
| Marzo     | Sadio Mané                | Liverpool       |
| Aprile    | Jamie Vardy               | Leicester City  |

### Premier League 2019-2020
| Mese      | Giocatore                 | Squadra         |
| --------- | ------------------------- | --------------- |
| Agosto    | Teemu Pukki               | Norwich City    |
| Settembre | Pierre-Emerick Aubameyang | Arsenal         |
| Ottobre   | Jamie Vardy               | Leicester City  |
| Novembre  | Sadio Mané                | Liverpool       |
| Dicembre  | Trent Alexander-Arnold    | Liverpool       |
| Gennaio   | Sergio Agüero             | Manchester City |
| Febbraio  | Bruno Fernandes           | Manchester Utd  |
| Giugno    | Bruno Fernandes           | Manchester Utd  |
| Luglio    | Michail Antonio           | West Ham Utd    |

### Premier League 2020-2021
| Mese      | Giocatore             | Squadra         |
| --------- | --------------------- | --------------- |
| Settembre | Dominic Calvert-Lewin | Everton         |
| Ottobre   | Son Heung-Min         | Tottenham       |
| Novembre  | Bruno Fernandes       | Manchester Utd  |
| Dicembre  | Bruno Fernandes       | Manchester Utd  |
| Gennaio   | Ilkay Gündogan        | Manchester City |
| Febbraio  | Ilkay Gündogan        | Manchester City |
| Marzo     | Kelechi Iheanacho     | Leicester City  |
| Aprile    | Jesse Lingard         | West Ham Utd    |
| Maggio    | Joe Willock           | Arsenal         |

### Premier League 2021-2022
| Mese      | Giocatore              | Squadra         |
| --------- | ---------------------- | --------------- |
| Agosto    | Michail Antonio        | West Ham Utd    |
| Settembre | Cristiano Ronaldo      | Manchester Utd  |
| Ottobre   | Mohamed Salah          | Liverpool       |
| Novembre  | Trent Alexander-Arnold | Liverpool       |
| Dicembre  | Raheem Sterling        | Manchester City |
| Gennaio   | David de Gea           | Manchester Utd  |
| Febbraio  | Joël Matip             | Liverpool       |
| Marzo     | Harry Kane             | Tottenham       |
| Aprile    | Cristiano Ronaldo      | Manchester Utd  |

### Premier League 2022-2023
| Mese               | Giocatore       | Squadra         |
| ------------------ | --------------- | --------------- |
| Agosto             | Erling Haaland  | Manchester City |
| Settembre          | Marcus Rashford | Manchester Utd  |
| Ottobre            | Miguel Almirón  | Newcastle Utd   |
| Novembre/ Dicembre | Martin Ødegaard | Arsenal         |
| Gennaio            | Marcus Rashford | Manchester Utd  |
| Febbraio           | Marcus Rashford | Manchester Utd  |
| Marzo              | Bukayo Saka     | Arsenal         |
| Aprile             | Erling Haaland  | Manchester City |

### Premier League 2023-2024
| Mese      | Giocatore       | Squadra        |
| --------- | --------------- | -------------- |
| Agosto    | James Maddison  | Tottenham      |
| Settembre | Son Heung-Min   | Tottenham      |
| Ottobre   | Mohamed Salah   | Liverpool      |
| Novembre  | Harry Maguire   | Manchester Utd |
| Dicembre  | Dominic Solanke | Bournemouth    |
| Gennaio   | Diogo Jota      | Liverpool      |
| Febbraio  | Rasmus Højlund  | Manchester Utd |
| Marzo     | Rodrigo Muniz   | Fulham         |
| Aprile    | Cole Palmer     | Chelsea        |
| Maggio    | Joe Willock     | Newcastle Utd  |

### Premier League 2024-2025
| Mese      | Giocatore       | Squadra           |
| --------- | --------------- | ----------------- |
| Agosto    | Erling Haaland  | Manchester City   |
| Settembre | Cole Palmer     | Chelsea           |
| Ottobre   | Chris Wood      | Nottingham Forest |
| Novembre  | Mohamed Salah   | Liverpool         |
| Dicembre  | Alexander Isak  | Newcastle Utd     |
| Gennaio   | Justin Kluivert | Bournemouth       |
| Febbraio  | Mohamed Salah   | Liverpool         |
| Marzo     | Bruno Fernandes | Manchester Utd    |
| Aprile    |                 |                   |
| Maggio    |                 |                   |

## Plurivincitori
In grassetto i giocatori che attualmente militano in Premier League, aggiornato a novembre 2024
| Pos. | Giocatore                 | Titoli |
| ---- | ------------------------- | ------ |
| 1    | Sergio Agüero             | 7      |
| 1    | Harry Kane                | 7      |
| 3    | Steven Gerrard            | 6      |
| 3    | Cristiano Ronaldo         | 6      |
| 3    | Mohamed Salah             | 6      |
| 6    | Wayne Rooney              | 5      |
| 6    | Robin van Persie          | 5      |
| 8    | Dennis Bergkamp           | 4      |
| 8    | Thierry Henry             | 4      |
| 8    | Frank Lampard             | 4      |
| 8    | Paul Scholes              | 4      |
| 8    | Alan Shearer              | 4      |
| 8    | Jamie Vardy               | 4      |
| 8    | Bruno Fernandes           | 4      |
| 8    | Son Heung-Min             | 4      |
| 8    | Marcus Rashford           | 4      |
| 17   | Gareth Bale               | 3      |
| 17   | Robbie Keane              | 3      |
| 17   | Peter Odemwingie          | 3      |
| 17   | Sadio Mané                | 3      |
| 17   | Ruud van Nistelrooy       | 3      |
| 17   | Dwight Yorke              | 3      |
| 17   | Ashley Young              | 3      |
| 17   | Raheem Sterling           | 3      |
| 17   | Erling Haaland            | 3      |
| 26   | Nicolas Anelka            | 2      |
| 26   | Pierre-Emerick Aubameyang | 2      |
| 26   | James Beattie             | 2      |
| 26   | Dimităr Berbatov          | 2      |
| 26   | Diego Costa               | 2      |
| 26   | Dion Dublin               | 2      |
| 26   | Cesc Fàbregas             | 2      |
| 26   | Tim Flowers               | 2      |
| 26   | Robbie Fowler             | 2      |
| 26   | Ryan Giggs                | 2      |
| 26   | David Ginola              | 2      |
| 26   | Andrew Johnson            | 2      |
| 26   | Roy Keane                 | 2      |
| 26   | Matthew Le Tissier        | 2      |
| 26   | Rob Lee                   | 2      |
| 26   | Danny Murphy              | 2      |
| 26   | Scott Parker              | 2      |
| 26   | Teddy Sheringham          | 2      |
| 26   | Eden Hazard               | 2      |
| 26   | Luis Suárez               | 2      |
| 26   | Daniel Sturridge          | 2      |
| 26   | Chris Sutton              | 2      |
| 26   | Fernando Torres           | 2      |
| 26   | Tony Yeboah               | 2      |
| 26   | Gianfranco Zola           | 2      |
| 26   | Ilkay Gündogan            | 2      |
| 26   | Michail Antonio           | 2      |
| 26   | Trent Alexander-Arnold    | 2      |
| 26   | Cole Palmer               | 2      |

## Classifica per nazionalità
Aggiornata a novembre 2024
| Pos. | Nazione              | Titoli |
| ---- | -------------------- | ------ |
| 1    | Inghilterra          | 118    |
| 2    | Francia              | 17     |
| 3    | Paesi Bassi          | 16     |
| 4    | Portogallo           | 12     |
| 5    | Spagna               | 10     |
| 6    | Argentina            | 9      |
| 7    | Belgio               | 6      |
| 7    | Galles               | 6      |
| 7    | Irlanda              | 6      |
| 7    | Nigeria              | 6      |
| 7    | Egitto               | 6      |
| 11   | Brasile              | 5      |
| 11   | Senegal              | 5      |
| 14   | Corea del Sud        | 4      |
| 14   | Germania             | 4      |
| 14   | Norvegia             | 4      |
| 16   | Finlandia            | 3      |
| 16   | Ghana                | 3      |
| 16   | Italia               | 3      |
| 16   | Scozia               | 3      |
| 16   | Svezia               | 3      |
| 16   | Trinidad e Tobago    | 3      |
| 23   | Bulgaria             | 2      |
| 23   | Repubblica Ceca      | 2      |
| 23   | Russia               | 2      |
| 23   | Gabon                | 2      |
| 23   | Giamaica             | 2      |
| 23   | Paraguay             | 2      |
| 23   | Uruguay              | 2      |
| 30   | Australia            | 1      |
| 30   | Austria              | 1      |
| 30   | Bosnia ed Erzegovina | 1      |
| 30   | Camerun              | 1      |
| 30   | Costa d'Avorio       | 1      |
| 30   | Costa Rica           | 1      |
| 30   | Croazia              | 1      |
| 30   | Danimarca            | 1      |
| 30   | Islanda              | 1      |
| 30   | Serbia               | 1      |
| 30   | Turchia              | 1      |
| 30   | Nuova Zelanda        | 1      |